# Stare Faszczyce
Stare Faszczyce [ˈstarɛ faʂˈt͡ʂɨt͡sɛ] est un village polonais de la gmina de Błonie situé dans le powiat de Varsovie-ouest et dans la voïvodie de Mazovie, dans le centre-est de la Pologne.